# Joubiéval
Joubiéval is een gehucht in de gemeente Vielsalm in de Belgische provincie Luxemburg.
Jubiéval ligt in het zuidwesten van de gemeente, zes kilometer ten zuidwesten van het dorpscentrum van Vielsalm. Minder dan een kilometer ten noorden ligt het gehucht Petit-Sart in de gemeente Lierneux.
Langs het gehucht stroomt de Golnay.

## Geschiedenis
Op de Ferrariskaart uit de jaren 1770 is het gehucht Iubieval weergeven, net ten zuiden van Sart, gelegen in een zuidelijke uitloper van het grondgebied van het het Principauté de Stavelo (Prinsdom Stavelot-Malmedy). 
Op het eind van het ancien régime, toen tijdens de Franse bezetting op het eind van de 18de eeuw de gemeenten werden gecreëerd, werd de plaats ondergebracht in de gemeente Lierneux. In de eerste helft van de 19de eeuw werd het gebied ten noorden van het gehucht, tussen Joubiéval en Petit-Sart, doorsneden door de nieuwe weg van La Roche-en-Ardenne naar Salmchâteau.
Op de Atlas der Buurtwegen uit 1841 en de Vandermaelenkaart uit het midden van de 19de eeuw staat de plaats vermeld als het gehucht Joubieval en Joubiéval. Deze zuidoostelijke sectie van de gemeente Lierneux met de plaatsen Petit-Sart en Joubiéval werd soms als Sart-Joubiéval vermeld.
Bij de gemeentelijke fusies van 1977 werd een zuidoostelijk stuk grondgebied van de gemeente Lierneux in de provincie Luik overgeheveld naar de gemeente Vielsalm in de provincie Luxemburg. De gemeente- en provinciegrens werd getrokken op de gewestweg tussen Joubiéval en Petit-Sart. De beide gehuchten werd zo van elkaar gescheiden. Joubiéval verhuisde samen met het gehucht Provedroux van de gemeente Lierneux naar buurgemeente Vielsalm.

## Bezienswaardigheden
- Het Bulge Relics Museum, een museum over het Ardennenoffensief
- Een oude kruis uit 1782, in 1992 als monument beschermd

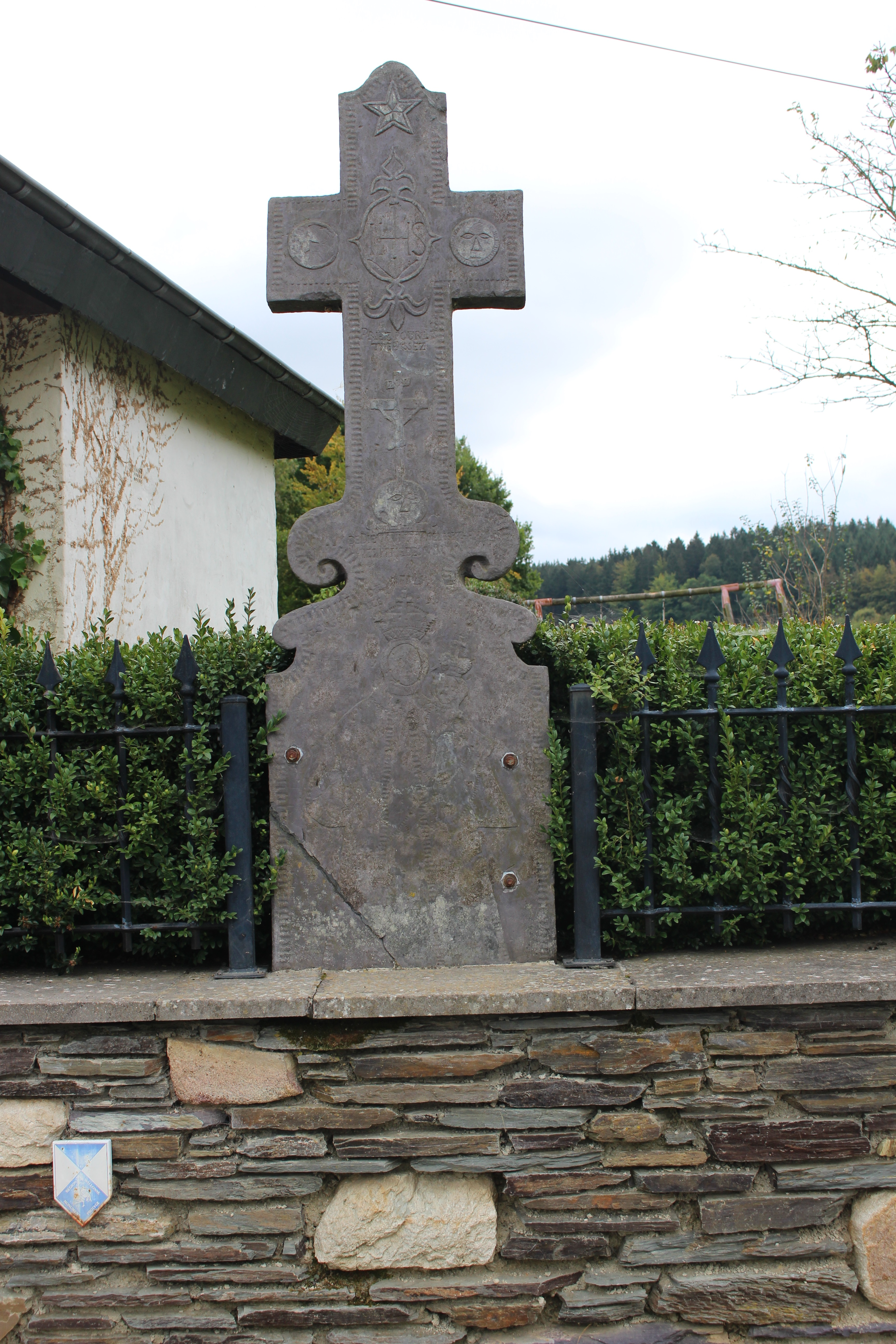
Kruis, beschermd als monument

## Verkeer en vervoer
Langs Joubiéval loopt de gewestweg N89 tussen La Roche-en-Ardenne en Salmchâteau.
Deelgemeenten: Bihain · Grand-Halleux · Petit-Thier · Vielsalm

Overige dorpen: Bêche · Burtonville · Cahay · Commanster · La Comté · Dairomont · Ennal · Farnières · Fraiture · Goronne· Hébronval · Joubiéval · Neuville · Ottré · Petit-Halleux · Petit-Tailles · Provedroux · Regné · Rencheux · Salmchâteau · Ville-du-Bois 

Belgische gemeenten · Arrondissement Bastenaken · Luxemburg · Wallonië